# Hækkeløb (løbesport)
Hækkeløb er en atletikdisciplin, hvor udøveren samtidigt skal sprinte og forcere en række forhindringer (hække).
Hækkeløb findes som kort og lang distance. For mænd er den korte distance 110 meter, mens kvindernes korte distance er 100 meter. Den lange distance er på 400 meter for begge køn. Uanset længde skal der forceres 10 hække mellem start og mål.
Indendørs løbes dog kortere distancer normalt 60 meter hækkeløb.
Ved de korte distancer er hækkene 106,7 cm høje for mænd og 84 cm høje for kvinder. På den lange distance (400 meter) er hækkene 91,4 cm for mænd og 76,2 cm for kvinder.
Der er ikke nogen straf for at ramme eller vælte hækkene, men normalt koster det hækkeløberne en del tid. Det er dog ikke tilladt at vælte hækkene med hænderne, ligesom man kan diskvalificeres, hvis man bevidst vælter hækkene.
På de korte distancer bruger løberne tre skridt mellem hver hæk. På de lange distancer bruges der mellem 13 og 17 skridt.